# Да Силва Рамос, Нано
Эрмано Жуан да Силва Рамос, Более известный как «Нано» (родился 7 декабря 1925 года в Париже, Франция) — франко-бразильский автогонщик. Силва Рамос принял участие в 7 Гран-при чемпионата мира «Формулы-1». Его дебют состоялся 19 июня 1955 года на Гран-при Нидерландов. Лучшим результатом в карьере стало пятое место на Гран-при Монако 1956 года, за которое бразилец получил два очка. Также он участвовал во внезачётных гонках чемпионата, а также в гонках на выносливость: 24 часах Ле-Мана 1955 года и Милле Милья.

## Результаты выступлений в Формуле-1
| Легенда к таблице |                                                                    |
| --- | ------------------------------------------------------------------ |
| В таблице перечислены результаты всех Гран-при Формулы-1, в которых принимал участие гонщик. Строками таблицы являются сезоны, столбцами — этапы чемпионата мира. В каждой клетке указаны сокращённое название этапа и результат, дополнительно обозначенный цветом. Расшифровка обозначений и цветов представлена в нижеследующей таблице. |                                                                    |
| \| Пример \| Описание \| \| ------------ \| ------------------------------------------------------------------ \| \| 1 \| Победитель \| \| 2 \| Второе место \| \| 3 \| Третье место \| \| 5 \| Финишировал, заработав очки \| \| Сход \| Не финишировал, но при этом заработал очки \| \| 12 \| Финишировал, не получив очков \| \| НКЛ \| Финишировал, но не попал в финальную классификацию \| \| 15 \| Участвовал вне зачёта, либо по отдельной классификации \| \| 18 \| Не финишировал, но попал в финальную классификацию \| \| Сход \| Не финишировал \| \| НКВ \| Не прошёл квалификацию \| \| НПКВ \| Не прошёл предквалификацию \| \| ДСК \| Дисквалифицирован \| \| ИСК \| Исключён из протокола соревнований \| \| ТТ \| Заявлен для участия только в тренировках \| \| НС \| Участвовал в квалификации, но не стартовал в гонке \| \| Т \| Травмирован или болен \| \| ОТК \| Отказ от участия \| \| НТР \| Прибыл на соревнования, но на трассу не выезжал \| \| НПР \| Был заявлен в числе участников, но не прибыл к началу соревнований \| \| О \| Соревнования отменены \| \| \| Не участвовал \| \| Поул-позиция \| \| \| Быстрый круг \| \| |                                                                    |
| Пример | Описание                                                           |
| 1 | Победитель                                                         |
| 2 | Второе место                                                       |
| 3 | Третье место                                                       |
| 5 | Финишировал, заработав очки                                        |
| Сход | Не финишировал, но при этом заработал очки                         |
| 12 | Финишировал, не получив очков                                      |
| НКЛ | Финишировал, но не попал в финальную классификацию                 |
| 15 | Участвовал вне зачёта, либо по отдельной классификации             |
| 18 | Не финишировал, но попал в финальную классификацию                 |
| Сход | Не финишировал                                                     |
| НКВ | Не прошёл квалификацию                                             |
| НПКВ | Не прошёл предквалификацию                                         |
| ДСК | Дисквалифицирован                                                  |
| ИСК | Исключён из протокола соревнований                                 |
| ТТ | Заявлен для участия только в тренировках                           |
| НС | Участвовал в квалификации, но не стартовал в гонке                 |
| Т | Травмирован или болен                                              |
| ОТК | Отказ от участия                                                   |
| НТР | Прибыл на соревнования, но на трассу не выезжал                    |
| НПР | Был заявлен в числе участников, но не прибыл к началу соревнований |
| О | Соревнования отменены                                              |
| | Не участвовал                                                      |
| Поул-позиция |                                                                    |
| Быстрый круг |                                                                    |

| Сезон | Команда        | Шасси           | Двигатель          | Ш | 1   | 2     | 3   | 4   | 5     | 6        | 7        | 8        | Место | Очки |
| ----- | -------------- | --------------- | ------------------ | - | --- | ----- | --- | --- | ----- | -------- | -------- | -------- | ----- | ---- |
| 1955  | Equipe Gordini | Gordini Type 16 | Gordini Straight-6 | Е | АРГ | МОН   | 500 | БЕЛ | НИД 8 | ВЕЛ Сход | ИТА Сход |          | —     | 0    |
| 1956  | Equipe Gordini | Gordini Type 16 | Gordini Straight-6 | Е | АРГ | МОН 5 | 500 | БЕЛ |       |          |          |          | 19    | 2    |
| 1956  | Equipe Gordini | Gordini Type 32 | Gordini Straight-8 | Е |     |       |     |     | ФРА 8 | ВЕЛ Сход | ГЕР      | ИТА Сход | 19    | 2    |